# Bausoldat
Un Bausoldat (abréviation : BS, synonyme : Spatensoldat, en jargon militaire : Spati, litt. « soldat de construction » en allemand) était un membre des unités de construction de l'Armée populaire nationale (NVA) de la République démocratique allemande (RDA ou Allemagne de l'Est). Le service en tant que « Bausoldat » offrait aux citoyens de la RDA la possibilité de refuser le service militaire avec une arme, ce qui n'existait dans aucun autre pays socialiste. Il ne s'agissait pas d'un service civil de remplacement. Un service en tant que Bausoldat pouvait avoir des conséquences négatives sur les chances de formation, d'études et d'avancement. De nombreux Bausoldat ont contribué au développement de l'opposition en RDA et, en raison de leur attitude fondamentale de non-violence, ont fait partie des précurseurs de la Révolution pacifique.

## Histoire

### Antécédents
Le 24 janvier 1962, le service militaire obligatoire a été introduit en République démocratique allemande. La mise en place des unités de construction de la NVA s'est faite sur la base d'un ordre du Conseil national de défense de la RDA du 7 septembre 1964. Le fait qu'il y ait eu une réglementation spéciale concernant les objecteurs de conscience est dû en premier lieu au fait que 1 550 conscrits ont refusé de s'enrôler au cours des deux premières années après l'introduction du service militaire obligatoire. En mars 1962, des discussions exceptionnelles entre l'État et l'Église avaient eu lieu sur les questions qui se posaient à l'Église et aux paroissiens après l'adoption de la loi sur la conscription, mais sans conséquence sur la réglementation des éventuels objecteurs de conscience. Ce n'est qu'après que 957 conscrits eurent annoncé leur intention de refuser le service militaire avant le rassemblement du printemps 1963 que le commandement militaire interne s'est penché sur le problème. Le ministère de la Défense nationale décida de mener une enquête plus approfondie, dont les résultats furent présentés au ministère par le chef de l'administration du remplissage le 4 mai 1963. Outre une énumération des raisons, le rapport contient également une proposition visant à résoudre le problème des objecteurs de conscience : « Dans les troupes du génie, il convient de créer, en dehors de l'organigramme, des bataillons de construction et de travail dans lesquels les conscrits qui refusent d'effectuer leur service militaire avec une arme ont la possibilité de le faire sans avoir à prendre une arme en main ». Suivant largement ce rapport, la direction du ministère décida le 6 juin 1963 de « mettre en place des unités ou des bataillons de travail pour les objecteurs de conscience, ou ceux qui se soustraient à l'accomplissement du service militaire ». L'ordre n'a cependant pas été mis en œuvre immédiatement, car une baisse du nombre d'objecteurs de conscience se faisait sentir à l'automne 1963, laissant sans doute espérer que le problème se résoudrait de lui-même. En raison d'une forte augmentation au printemps 1964, il a été décidé d'appliquer définitivement le plan à l'automne 1964.

### Unités de construction

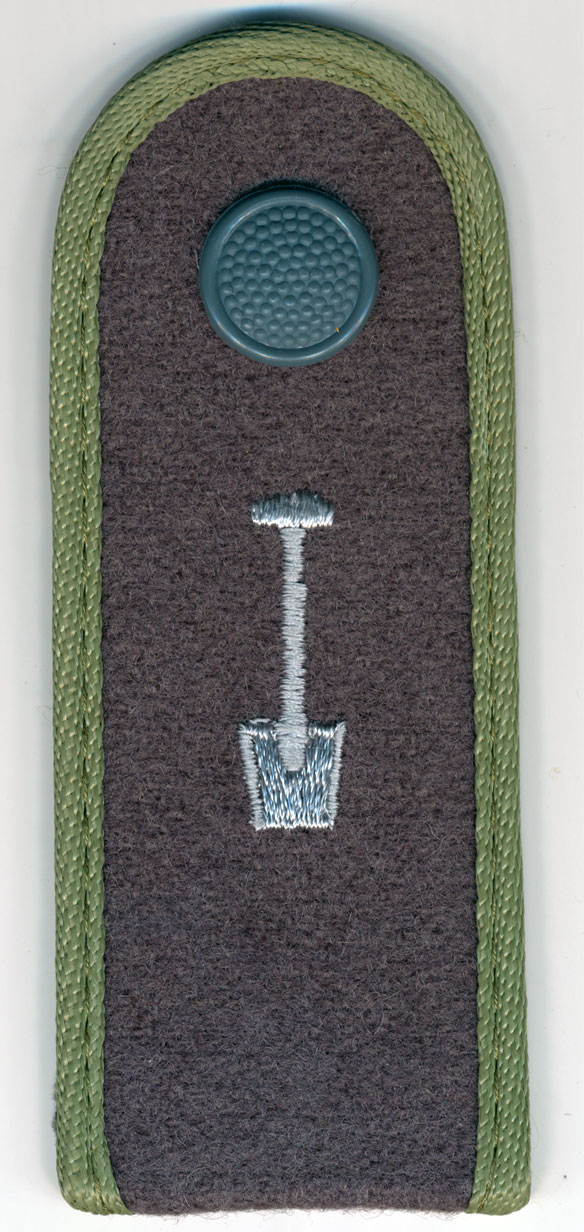
Épaulette des Bausoldaten.

En collaboration avec les quakers, le socialiste religieux Emil Fuchs s'est engagé pour que les citoyens de la RDA qui refusaient de servir avec les armes dans l'armée nationale populaire (NVA) puissent effectuer leur service en tant que Bausoldaten.
Cette forme particulière de service militaire durait également 18 mois, tout comme le service avec arme. L'uniforme arborait une petite bêche sur les épaulettes, si bien que les objecteurs de conscience se désignaient entre eux comme « Spatensoldaten (litt. soldats de la bêche) » ou encore « spatis ». Des termes tels que « compagnies de travail » et « bataillons de travail » faisaient partie des créations de mots avant l'élaboration du texte de loi pour l'ordonnance sur les Bausoldaten en 1964. Afin de ne pas rapprocher linguistiquement les futures compagnie de construction d'une manière inquiétante des compagnies pénitentiaires de la Wehrmacht, on trouva finalement pour elles le terme plus inoffensif de « Baueinheit ». Il faut les distinguer des « Bautruppen » (par exemple les « Eisenbahnbautruppen »), qui étaient certes également engagées dans la construction, mais qui étaient formées de conscrits réguliers.
Au début, les forces terrestres ont reçu quatre bataillons de pionniers, les forces aériennes et maritimes (marine populaire) un chacun. Ils pouvaient accueillir 256 soldats non armés. Les autres membres étaient des soldats réguliers de l'armée du génie. Les équipes des compagnies étaient toutefois composées soit entièrement de soldats-constructeurs non armés, soit de pionniers armés traditionnels. Jusqu'en 1973, ces unités ont également été utilisées pour la construction d'installations militaires. Après de nouvelles plaintes des églises, au moins les objecteurs de conscience se virent confier des tâches relativement « civiles » dans des installations militaires, comme jardiniers, infirmiers dans les hôpitaux militaires ou aides-cuisiniers. Dans les dernières années de la RDA, de nombreux Bausoldat ont également travaillé dans de grandes entreprises qui souffraient d'un manque de main-d'œuvre, par exemple dans l'industrie chimique ou dans les mines de lignite à ciel ouvert. Les conditions des Bausoldaten se sont durcies, car ils ont été regroupés dans des unités plus grandes, comme à Merseburg et Prora : Dans ce que l'on appelle aujourd'hui le bloc V du complexe de vacances du KdF, transformé en 1950 en une grande caserne, jusqu'à 500 Bausoldaten étaient stationnés en même temps dans les années 1980. Prora est ainsi devenue la plus grande base de soldats de l'ombre de la RDA, mais aussi la plus célèbre en raison de la construction du port de Mukran.
Peu de temps après la création des unités de construction, les besoins en main-d'œuvre de ce type ont rapidement augmenté. En 1966, quatre bataillons supplémentaires ont été créés. Cependant, aucun objecteur de conscience non armé ne servait dans ces unités, tout comme dans de nombreuses unités de pionniers de la construction mises en place au cours des décennies suivantes.

### Le mouvement pour la paix et la fin des unités de construction
Dans les années 1980, le mouvement pacifiste a de plus en plus réclamé un service civil de remplacement ou un service social pour la paix. Ce n'est que le gouvernement de Hans Modrow qui réagit à cette demande et remplaça les dispositions relatives au service militaire de remplacement en tant que Bausoldat par l'ordonnance  sur le service civil en RDA du 20 février 1990. Cette ordonnance est entrée en vigueur le 1er mars 1990, le jour de la création de l'armée nationale populaire. Dès le 1er janvier 1990, les unités de construction avaient été dissoutes et 1 500 Bausoldaten avaient été licenciés ; ceux qui restaient étaient libres de passer au service civil, de sorte que les derniers Bausoldaten furent licenciés de la NVA début octobre 1990, quelques jours avant la réunification, bien que leur durée de service n'ait parfois été que de dix à onze mois.
Ce fut un acte politique délibéré du dernier gouvernement de la RDA sous Lothar de Maizière de nommer en avril 1990 l'ancien soldat de chantier et pasteur Rainer Eppelmann au poste de ministre du désarmement et de la défense, c'est-à-dire le dernier ministre de la défense de la RDA, et de le charger de préparer la dissolution de la NVA. Le commandement de l'armée a accepté cette décision sans opposition publique notable. En 1990, sous la direction d'Eppelmann, une grande partie des dossiers du service de renseignement militaire de la NVA a été détruite, parmi lesquels se trouvaient de nombreux dossiers sur les Bausoldaten. Cela complique le travail d'investigation,.

### Remise en question du passé
L'impulsion pour retracer l'histoire est venue de l'intérieur. Il n'existe pas de lieu central de mémoire et d'éducation. Parallèlement aux préparatifs de construction d'une auberge de jeunesse sur l'ancien site des Bausoldaten à Prora, l'historien et auteur berlinois Stefan Wolter (de) a fondé en 2008 l'association d'utilité publique Denk-MAL-Prora. Avec des témoins de l'époque (dont une majorité d'anciens Bausoldaten), des scientifiques et des sympathisants, il a lutté contre la présentation publique unilatérale et falsifiée de Prora comme « ancienne station balnéaire du KdF » et s'est engagé, malgré les résistances politiques, pour la conservation des structures architecturales de l'époque de la RDA. En raison de l'ignorance de l'histoire de la RDA et de la destruction de ses traces sur place, Stefan Wolter avait auparavant (2007) occupé une ancienne salle de club des Bausoldaten avec une fresque murale permettant de raconter l'histoire de l'opposition. Pour ce lieu, la centrale régionale pour l'éducation politique du Mecklembourg-Poméranie occidentale à Schwerin a lancé en 2010 un appel d'offres pour un centre de formation qui devait être réalisé dans le cadre de la construction de l'auberge de jeunesse de Prora (ouverte en 2011). Comme il s'est avéré des années plus tard, il n'y avait aucune intention sérieuse derrière cette décision. Le choix de l'organisme responsable était également une décision politique qui allait à l'encontre des ambitions des témoins de l'époque. La demande de Wolter de présenter dans le futur centre de formation, en plus de l'histoire des Bausoldaten de Prora, toute l'histoire de l'objection de conscience et du refus de servir en RDA, n'a en outre été reprise ni par les politiques ni par les personnes concernées elles-mêmes. Le 30 août 2010, Wolter a annoncé la fin de l'association dans un communiqué de presse dans lequel on pouvait lire : « Pour le fondateur de l'association, la dissolution de Denk-MAL-Prora e. V. met fin à un double traumatisme ». En novembre de la même année, Stefan Wolter a réussi à installer une plaque commémorative pour les Bausoldaten de Prora sur le site de l'actuelle auberge de jeunesse de Prora, à la demande de Denk-MAL-Prora. Cet acte et les discussions qui l'ont précédé sur les vestiges architecturaux de l'époque où le terrain était utilisé à des fins militaires ont finalement changé la perception du lieu, « d'un lieu de mémoire nazi à un lieu au double passé » (Politische Memoriale e. V.). Depuis, il existe une volonté politique de transmettre l'histoire des Bausoldaten. Toutefois, les locaux de l'auberge de jeunesse sont maintenus en grande partie libres de l'histoire de leur utilisation sous le slogan « aus grau wird bunt » (litt. du gris au coloré), tout au plus y a-t-il une réflexion sur l'histoire de la planification nazie. Aujourd'hui encore, les témoins de l'histoire de la RDA ne jouent pratiquement aucun rôle à Prora. L'histoire de l'utilisation de l'ancien plus grand site des soldats du bâtiment de la RDA ainsi que le processus d'approche de cette histoire sont documentés dans la série de publications Denk-MAL-Prora.

## Bausoldatencélèbres
- Rudolf Albrecht - pasteur protestant et représentant du mouvement ecclésiastique pour la paix en RDA
- Andreas Amende - député du Bundestag
- Christfried Berger - théologien protestant en RDA dans le domaine de l'œcuménisme
- Wolfgang Birthler - Vétérinaire ; ancien ministre de l'agriculture, de la protection de l'environnement et de l'aménagement du territoire du Land de Brandebourg (1999-2004)
- Martin Böttger - physicien, militant des droits civiques et homme politique, membre du Parlement du Land de Saxe de 1990 à 1994, directeur de l'antenne de Chemnitz de la BStU de 2001 à 2010
- Harald Bretschneider - pasteur protestant et représentant du mouvement ecclésiastique pour la paix, la protection de l'environnement et les droits de l'homme en RDA
- Stephan Dorgerloh - théologien et homme politique (Saxe-Anhalt), ministre de la Culture
- Bernd Eisenfeld - historien et opposant de la RDA
- Rainer Eppelmann - pasteur et homme politique (seul ministre du ministère du désarmement et de la défense de la RDA)
- Gunter Fritsch - homme politique ; ancien ministre de l'Alimentation, de l'Agriculture et des Forêts du Land de Brandebourg ; président du Parlement du Brandebourg
- Andreas Grapatin - homme politique, membre du Parlement du Land de Saxe
- Frank Hempel - homme politique (SPD)
- Ralf Hirsch - Opposant de la RDA et défenseur des droits de l'homme
- Günter Holwas - musicien de blues
- Johann-Georg Jaeger - Homme politique (Alliance 90/Les Verts), MdL
- Karl-August Kamilli - homme politique, vice-président du SPD
- Johannes Kimme - juriste
- Sebastian Kranich - théologien protestant
- Thomas Kretschmer - militant des droits civiques et prisonnier politique en RDA
- Christian Lehnert - poète, pasteur protestant
- Hendrik Liersch - éditeur de la Corvinus Presse
- Heiko Lietz - militant des droits civiques, ancien homme politique (Neues Forum, Bündnis 90/Die Grünen)
- Andreas von Maltzahn - théologien protestant, évêque
- Frank-Wolf Matthies - écrivain
- Gerhard Miesterfeldt - homme politique (SPD), vice-président du parlement régional de Saxe-Anhalt
- Martin Morgner - Poète, dramaturge et historien
- Andreas Otto - Homme politique (Les Verts)
- Bert Papenfuß-Gorek - Poète
- Gerd Poppe - Physicien, militant des droits civiques et homme politique ; délégué aux droits de l'homme du gouvernement fédéral (1998-2003)
- Jürgen Rennert - écrivain
- Frank Richter - théologien, fondateur du groupe des 20 à Dresde, directeur de la centrale régionale saxonne pour l'éducation politique
- Gerhard Schöne - auteur-compositeur-interprète
- Reinhard Schult - militant des droits civiques et homme politique
- Werner Schulz - militant des droits civiques et homme politique, ancien membre du Bundestag, ancien membre du Parlement européen
- Georg Seidel - auteur dramatique
- Wolfgang Tiefensee - Homme politique (SPD), 1998-2005 maire de Leipzig ; 2005-2009 ministre fédéral des Transports, de la Construction et du Développement urbain ; depuis 2014 ministre de l'Économie en Thuringe
- Mathias Tietke - journaliste allemand, auteur et militant d'extrême droite
- Rudolf Tschäpe - astrophysicien et militant des droits civiques
- Nikolaus Voss - fonctionnaire politique
- Hansjörg Weigel - militant des droits civiques et pacifiste
- Gunter Weißgerber - homme politique (SPD)
- Stefan Wolter - historien et auteur
- Ingo Zimmermann - journaliste et historien de l'art